# Proasellus slavus
Proasellus slavus är en kräftdjursart som först beskrevs av Paul Auguste Remy 1948.  Proasellus slavus ingår i släktet Proasellus och familjen sötvattensgråsuggor.

## Underarter
Arten delas in i följande underarter:
- P. s. slavus
- P. s. zeii
- P. s. vindobonensis
- P. s. styriacus
- P. s. serbiae
- P. s. salisburgensis
- P. s. histriae